# Böhmen Mühlviertel Cup
Böhmen Mühlviertel Cup (zkráceně BM Cup) byla pohárová soutěž, která se konala v roce 2009. Pořadatelem byly společně Retriever Sportem CZ (RSCZ) a Österreichischen Retriever Clubem (ÖRC). Soutěž se skládala ze dvou working testů retrieverů (WT). První WT se konaly v Českých Budějovicích a druhé WT se konaly v rakouském Kefermarktu.

## Bodovací systém
Výsledné pořadí bylo dáno celkovým součtem bodů získaných v obou WT plus extra body za ocenění a vítěze třídy. Pokud soutěžící úspěšně prošel více tříd, do celkového součtu byla započítána vyšší třída.
| třída | E  | L  | M  | S  |
| ----- | -- | -- | -- | -- |
| V     | 4  | 5  | 6  | 7  |
| VD    | 3  | 4  | 5  | 6  |
| D     | 2  | 3  | 4  | 5  |
| O     | 1  | 2  | 3  | 4  |
| vítěz | +1 | +1 | +1 | +1 |

## Přehled rozhodčích a lokalit
| Kolo | Název               | Datum                 | Lokalita   | Pořadatel | Rozhodčí                          | Startujících |
| ---- | ------------------- | --------------------- | ---------- | --------- | --------------------------------- | ------------ |
| 1.   | WT České Budějovice | 16. - 17. květen 2009 | Milíkovice | RSCZ      | Athanasios Keller Bohumil Kovář   | 37           |
| 2.   | WT Kefermarkt       | 8. – 9. srpen 2009    | Kefermarkt | ÖRC       | Wolfgang Harrer Athanasios Keller | 52           |

- Výsledky WT Kefermarkt se nezapočítávaly do ÖRC Working Test Cup 2009[3].

## Přehled vítězů jednotlivých tříd
| Ročník | Třída | Vůdce / Pes                                   | CBE body | KEF body | Celkem body |
| ------ | ----- | --------------------------------------------- | -------- | -------- | ----------- |
| I.     | E     | Jaroslava Bubeníková Blackthorn Dudhe         | E4V 67   | E7VD 67  | 141         |
| I.     | L     | Michaela Bénová Nora z Jižních Hvozdů         | E2V 67   | L1V 90   | 167         |
| I.     | M     | Michaela Tomcová Woodquarter Gundogs' Alabama | M2VD 67  | M2VD 68  | 145         |
| I.     | S     | Sebastian Hochreiter Blackharn Cliff          | S1D 56   | S3VD 68  | 136         |